# 皇甫冲
皇甫沖（1490年—1558年），字子浚，號華陽山人，又號因是子、不菴叟，直隸蘇州府長洲縣人，明朝政治人物、詩人。

## 生平
嘉靖七年（1528年）戊子科應天鄉試第二十二名舉人。善騎射，好談兵，精音樂、棄棋。其詩風格樸素，較多地接觸社會現實問題，在《袁抑之黃門防秋師還》詩中揭露明朝軍隊將領的腐敗，禦敵無方，致使“烽火夜照蓬萊宮，黎民半死長安陌”。

## 著作
著有《幾策》、《兵統》、《枕戈雜言》、《三峽山水記》、《子浚全集》等，凡數十萬言。

## 家族
曾祖皇甫通；祖父皇甫信；父皇甫錄，重慶府知府。母黃氏（封宜人）。皇甫沖與弟皇甫涍、皇甫汸、皇甫濂並稱“皇甫四傑”，又與同里人張鳳翼、張燕翼、張獻翼三兄弟並負才名，吳人稱「前有四皇，後有三張」。

## 延伸阅读
[在维基数据编辑]
 《明史卷二百八十七》，出自《明史》